# Aletes (gênero)
- Commons
- Wikispecies

Aletes é um género botânico pertencente à família Apiaceae.
As espécies são endêmicas na América do Norte.

## Espécies
- Aletes acaulis
- Aletes anisatus
- Aletes filifolius
- Aletes humilis
- Aletes macdougalii
- Aletes sessiliflorus
- «Lista completa»